# Common Ground
Common Ground und Grounding ist eine Annahme, die einigen Diskursmodellen der Sprachwissenschaft und Kommunikationstheorie unterliegt und die im Wesentlichen von Herbert H. Clark und Edward F. Schaefer (1989) geprägt wurde. Auch in der Sprachphilosophie spielt der Common Ground, besonders nach dem Modell von Robert Stalnaker, eine wichtige Rolle. Es ist die Annahme über einen abstrakten gemeinsamen „Wissensraum“, der zwischen Kommunikationspartnern besteht.

## Grundannahmen
- Verständigung: Kommunikation zwischen zwei oder mehreren Personen kann unterschiedliche Ziele verfolgen. Unabhängig von individuellen Zielen wollen sich Personen, die ein Gespräch führen, aber immer gegenseitig etwas mitteilen. Das bedeutet, dass die Kommunikation eine gemeinsame Aktivität (joint action) darstellt. Damit eine Mitteilung erfolgreich ist und darüber hinaus die Verständigung funktioniert, müssen sich die Kommunikationspartner gegenseitig versichern, dass sie sich richtig verstanden haben. In der Kommunikation versuchen die Kommunikationspartner also, eine gemeinsame Wissensbasis zu erreichen.

- Kooperation: Geht man davon aus, dass die Teilnehmer eines Diskurses ein gemeinsames Ziel, nämlich die Verständigung, anstreben, so kann man den Diskursteilnehmern Kooperation unterstellen.

- Kollektiver Akt: Ist das Ziel eines Diskurses die Verständigung und geschieht diese durch Kooperation der Teilnehmer, so kann man den Diskurs selbst als kollektiven Akt bezeichnen.

- Grounding: Zwei Personen kooperieren also, um sich zu verständigen. Das bedeutet, beide verfolgen das Ziel, dass sie erstens vom anderen richtig verstanden werden und dass sie zweitens selbst richtig verstehen, was der andere mitteilen will. Die Diskursteilnehmer arbeiten demzufolge gemeinsam an der Verständigung und erschließen sich dadurch gemeinsam neues Wissen. Somit ist ein Redebeitrag dann erfolgreich, wenn es zum Grounding kommt: Grounding bezeichnet den Punkt des Diskurses, an dem die Diskursteilnehmer glauben, sich gegenseitig richtig verstanden zu haben und das neue gemeinsame Wissen „abgespeichert“ wird.

## Theorie

### Annahmen / Presuppositions
Die grundlegende Idee hinter Clarks und Schaefers Diskursmodell Contributing to Discourse ist Common Ground. Zu jedem Zeitpunkt eines Diskurses macht jeder Diskursteilnehmer Annahmen (sogenannte presuppositions) über das Wissen, das die anderen Diskursteilnehmer und auch er selbst über das Diskursthema haben. Common Ground beschreibt das gemeinsame Wissen – also die gemeinsame Wissensbasis aller Diskursteilnehmer – und wird vom Sprecher als Hintergrundinformation vorausgesetzt. Jeder Diskursteilnehmer macht seine eigenen Annahmen über das Wissen, das er als gemeinsam voraussetzt. Zu diesen Annahmen kann auch die Annahme gehören, dass alle anderen Diskursteilnehmer dieselben Annahmen über den Common Ground anstellen. Vereinfacht gesagt bedeutet das, dass alle Gesprächsteilnehmer permanent Vermutungen über das Hintergrundwissen aller Beteiligten anstellen.

### Update
Mit Voranschreiten des Diskurses können vorher gemachte Annahmen entweder bestätigt oder zerstört werden, was bedeutet, dass der Common Ground aktualisiert wird (Update). Dabei wächst der Common Ground beständig, da selbst zerstörte Annahmen nun Teil des gemeinsamen Wissens sind.

#### Annahmen bestätigen
Um Annahmen bestätigen zu können, müssen sich die Diskursteilnehmer gegenseitig mitteilen, dass sie eine Äußerung richtig verstanden haben und dass es keine Missverständnisse gibt. Dies kann geschehen über verschieden stark ausgeprägte Formen von Akzeptanz (acceptance) der gemachten Äußerung, was sich in Hinweisen zum Verstehen der gegenwärtigen Aussage äußert.

So signalisiert man dem Gesprächspartner etwa durch eine angemessene Antwort auf eine Frage, dass man die Frage formal und inhaltlich richtig verstanden hat. Gibt es keine Probleme in der Verständigung, so wird das neue gemeinsame Wissen dem Common Ground hinzugefügt (Grounding).

#### Annahmen zerstören
Stellt sich heraus, dass es Verständigungsprobleme gibt, weil unterschiedliche Annahmen über den Common Ground gemacht wurden, so werden diese Missverständnisse ausgeräumt und das neue Wissen, inklusive des Wissens über das Missverständnis, im Common Ground gespeichert.

## Beispiele
- A: Kannst du mir die Lösung für die Aufgabe geben?
B: Ja, du kannst sie dir von mir kopieren.

A macht einige Annahmen über den Common Ground, z. B., dass B weiß, von welcher Aufgabe A spricht, dass B die Lösung für die Aufgabe kennt und auch, dass B bereit ist, die Lösung der Aufgabe an A weiterzugeben usw.

B bestätigt wiederum, dass er die Frage formal als Frage erkannt hat, weil seine Äußerung die Form einer Antwort hat. Außerdem bestätigt er die Annahme, dass er die Lösung kennt, und auch, dass er bereit ist, die Lösung der Aufgabe an A weiterzugeben. Alle Annahmen, die nun bestätigt wurden, werden zum Common Ground von A und B hinzugefügt.
- A: Sogar mein Vater kennt Johnny Depp.

Diese Aussage beinhaltet unter anderem die Annahmen, dass A davon ausgeht, dass eigentlich jeder weiß, wer Johnny Depp ist, aber auch, dass A nicht geglaubt habe, dass sein Vater wisse, wer Johnny Depp ist.

Die vorher existierende Annahme, der Vater von A wisse nicht, wer Johnny Depp ist, wurde irgendwann zerstört und das Wissen darüber, dass sowohl A als auch sein Vater wissen, wer Johnny Depp ist, wurden dem Common Ground hinzugefügt.

## Anwendung
Die Idee des Groundings findet in vielen Diskursmodellen in unterschiedlichen Bereichen Anwendung, z. B. in der Kommunikationswissenschaft, Kognitionswissenschaft, Linguistik und Informatik. Auch wenn die Theorie selbst häufig Kritik ausgesetzt ist, wird sie in ihrem Grundgedanken oft übernommen oder zumindest miteinbezogen und gegebenenfalls ausgebaut.

## Kritik
Die Idee des Common Ground als eine Art mentale Repräsentation ist ein übliches Missverständnis. Wenn Common Ground so betrachtet wird, kann er nicht empirisch untersucht oder mit einem Maß gemessen werden. Da es sich um eine mentale Abstraktion handeln würde, die für niemand anderen zugänglich oder einsehbar ist, wird die Verwendbarkeit dieser Theorie für die Forschung oft in Frage gestellt. Häufig wird Common Ground in der Forschung deshalb anders verstanden: Der Begriff dient in diesem Kontext als physikalische Metapher, die das Reden über mögliche Referenten vereinfacht. Z. B. ist es einfacher über die Person zu reden, die zur Zeit in der Stelle für Herren steht, als über die zur Zeit durch „er“ verweisbare Person. Die verweiste Person steht nicht visuell auf einer Stelle für Herren und sie ist auch nicht mental auf dieser Stelle. „Etwas vor uns auf den Boden zu stellen oder zu sehen“ wäre einfach eine metaphorische Weise, wie man das Reden über Referenzen vereinfachen kann. Das heißt nicht, dass jeder wissen muss, was der andere weiß (Endlosschleifen im Spiegelsaal), und das heißt auch nicht, dass jeder eine mentale Repräsentation dieses metaphorischen Bodens bauen muss, um die Sprache zu verstehen. In Erwiderung auf die Kritik, die einem Missverständnis der Metapher entsprang, wird in einigen neueren Modellen versucht, die Perspektive der einzelnen Kommunikationspartner zu berücksichtigen, die aufgrund der doppelten Kontingenz nicht wirklich wissen können, was der jeweils andere gerade weiß.
Ein weiterer Kritikpunkt kommt aus den Reihen der Linguistik und der Kognitionswissenschaften: Sie machen Clark den Vorwurf, dass ein kognitiver Prozess, der permanent den Common Ground eines Diskursteilnehmers „berechnen“ muss, vom Gehirn nicht zu leisten sei, da es sich um einen rekursiven Prozess immer höherer Ordnung handle. Konkret wird hierbei bemängelt, es gebe keinen Punkt, an dem eine Gedankenkette wie „A vermutet, dass B weiß, dass X; und A vermutet auch, dass B denkt, dass A glaubt, B wisse X; usw.“ zum Stoppen kommt, ohne dass sich endliche Grenzwerte ausbilden. Stattdessen wendet die Kritik ein, der kognitive Prozess ufere zwangsläufig aus, ähnlich wie die möglichen Züge bei einem Schachspiel. In späteren Werken erkannte Clark diesen Kritikpunkt an, verteidigte seine Theorie aber mit dem Standpunkt, dass das Wissen der Diskursteilnehmer über Common Ground selbst ausreiche, um erfolgreiche Konversation zu machen. Er nimmt demnach selbst Abstand von der Vorstellung, dass die getroffenen Annahmen tatsächlich mental repräsentiert werden (im Sinne einer theoretisch unendlichen Gedankenkette „A weiß, dass B weiß, dass A weiß, das B weiß, …“). Gleichzeitig hält er aber weiterhin an der Idee fest, der Common Ground bilde eine Vorstellung über die Wissensbasis, die die Diskursteilnehmer unbewusst als gegeben voraussetzen.